# Angharad ferch Maredudd
Angharad ferch Maredudd was een dochter van koning Maredudd ab Owain van Deheubarth. Ze trouwde met Llywelyn ap Seisyll, koning van Gwynedd, en na diens dood met Cynfyn ap Gwerystan, vermoedelijk een edelman uit Powys.
Angharad was de vermoedelijke moeder van twee koningen van Gwynedd: Gruffudd ap Llywelyn, die in het midden van de 10e eeuw geheel Wales in zijn macht had, en diens opvolger Bleddyn ap Cynfyn.